# ブルー・ヴェルヴェット
「ブルー・ヴェルヴェット」（Blue Velvet）は、アメリカの楽曲。1951年にトニー・ベネットが発表して以降、数多くの歌手にカバーされた。ボビー・ヴィントンが1963年に発表したバージョンが3週連続全米1位を獲得した。

## 概要
作曲家のバーニー・ウェインが、リー・モリスと共作した曲をコロムビア・レコードのプロデューサーであったミッチ･ミラーに売り込み、ミラーの提案でトニー・ベネットへの提供が決まる。
1951年7月、「トニー・ベネット with パーシー・フェイス・オーケストラ」名義で発売し、ビルボード18位を記録した。
1963年9月、ボビー・ヴィントン版がビルボードで1位を獲得した。5月にバート・バカラックが提供した『ブルー・オン・ブルー』が全米3位と大ヒットしたのを受けて8月に発表した「ブルー」が付く曲で統一したカバーアルバム『ブルー・オン・ブルー』のために収録され、シングルカットされた。同曲のヒット後はアルバム名も『ブルー・ヴェルヴェット』に変更された。

## その他のバージョン
- アーサー・プライソック 1951年8月 デッカ・レコード
- ビル・ファレル（英語版） 1951年9月 MGMレコード
- クローバーズ（英語版） 1955年 アトランティック・レコーズ ビルボードHot R&B14位
- トミー・サンズ（英語版）1958年 キャピトル・レコード
- The Statues 1959年 リバティ・レコード
- ジョニー・ホッジス 1963年 インストルメンタル
- ボビー・ライデル 1963年
- ジョニー・ティロットソン 1964年
- アール・グラント（英語版） 1964年
- ジョニー・マン・シンガーズ（英語版） 1964年
- ブレンダ・リー 1964年
- サミー・デイヴィスJr. 1964年
- パット・ブーン 1964年
- レターメン 1966年
- ジェリー・ベール（英語版） 1970年
- イザベラ・ロッセリーニ 1986年 映画『ブルーベルベット』挿入歌。『ブルーベルベット オリジナル・サウンドトラック（英語版）』収録
- Thomas Truax（英語版） 2009年 『Songs From the Films of David Lynch』収録
- トニー・ベネット＆k.d.ラング  2011年
- ラナ・デル・レイ 2012年

### 日本
- 飯田久彦（1963年）[6]
- ほりまさゆき（1964年）[7]
- 梓みちよ（1964年）[8]
- キング・トーンズ - "Mr.lonely"
- 山下達郎 『ON THE STREET CORNER』（1980年）

## エピソード
- デヴィッド・リンチ監督の映画『ブルーベルベット』の構想の元になった。リンチ監督にとって元来好きな曲ではなかったが、ある日ボビー・ヴィントン盤を偶然耳にした際、映画のイメージが湧き起こった[9]。
- デヴィッド・リンチはラスベガス公演中のボビー・ヴィントンの楽屋を訪ね、映画への出演依頼をしたが、ボビーは謝絶。ただタイトル曲の使用は認められた。
- ケネス・アンガー監督の短編実験映画『スコピオ・ライジング（英語版）』の挿入歌として使われている。
- 『仮面ライダークウガ』第14話において、メ・ギャリド・ギ登場シーンで使われた。